# Walfredo Gurgel
Monsenhor Walfredo Dantas Gurgel (Caicó, 2 de dezembro de 1908 — Natal, 4 de novembro de 1971) foi um sacerdote católico e político brasileiro com atuação política no Rio Grande do Norte, estado do qual foi deputado federal, senador, 16.° vice-governador e 41.° governador.
Filho de Pedro Gurgel do Amaral e Oliveira e Joaquina Dantas Gurgel. Sempre filiado ao PSD foi eleito deputado federal em 1945 e segundo suplente de deputado federal em 1950 chegando a exercer o mandato mediante convocação. Em 1960 foi eleito vice-governador do Rio Grande do Norte na chapa de Aluizio Alves, cargo ao qual renunciou após ser eleito senador em 1962. Em 1965 venceu a disputa pelo governo potiguar, última disputa pelo voto direto até 1982. Ávido opositor da Intentona Comunista em 1935, chegou ao título de Monsenhor em sua carreira eclesiástica. Faleceu vítima de embolia pulmonar.

## Biografia
Pelas 16 horas do dia 2 de dezembro de 1908, numa quarta-feira, na residência situada à Rua Felipe Guerra, nº 537, nascia um menino que, no mesmo dia, foi registrado com o nome de Armando Dantas Gurgel, dado à luz no lar de seus pais, o professor Pedro Gurgel do Amaral e Oliveira e Joaquina Dantas Gurgel.
Pedro Gurgel do Amaral e Oliveira nasceu no dia 16 de agosto de 1879, na fazenda São Bento no atual município de Janduís, filho de Vicente Oliveira Gurgel do Amaral e Joana Francisca Romana de Oliveira. Muito jovem foi matriculado no Atheneu Norte-Riograndense, em Natal, onde conquistou com brilhantismo o seu diploma de Aluno Mestre. Foi nomeado Professor Público na cidade de Caicó, onde chegou aos 5 de março de 1899. Foi diretor do Grupo Escolar "Senador Guerra" desde a sua fundação, em março de 1909, até 28 de fevereiro de 1918, quando requereu sua primeira e última licença do Magistrado.
Em Caicó, conheceu a jovem Joaquina Clementina Dantas, filha de José Calazâncio Dantas (Coronel Bembém) e Enedina Maria de Sant'Ana, nascida no dia 16 de agosto de 1883, na Fazenda das Oiticicas desde município. Ao casar-se com o professor Pedro Gurgel, passou a chamar-se Joaquina Dantas Gurgel, mas foi como "Mãe Quininha" que ela ficou para sempre consagrada na história da cidade de Caicó. Quininha, como era carinhosamente chamada por seus familiares, tornou-se a mãe de muitos dos caicoenses, porque assistiu ao parto de tantos filhos desta terra e, depois de seu falecimento, para continuar constando no nascimento de seus pósteros, seu nome foi dado à Maternidade de Caicó.
Pedro e Quininha casaram-se aos 27 de janeiro de 1900, na Matriz de Sant'Ana de Caicó e receberam do vigário Emídio Cardoso as bênçãos nupciais. Após o casamento, geraram cinco filhos:
1. Zózimo nasceu no dia 1 de abril de 1901, casou-se com Elvina Pontes no dia 24 de junho de 1927 e faleceu com 80 anos, em 16 de junho de 1981.
2. Maria Zenóbia, conhecida como Sinhazinha, nasceu no dia 5 de dezembro de 1902.
3. Clotário nasceu no dia 27 de dezembro de 1904 e faleceu ainda criança, com pouco mais de 7 anos, no dia 14 de março de 1912.
4. Polísia, a quem seus pais teriam dado o nome Clotildes, nasceu em 21 de novembro de 1906, casou com Gentil Homem de Araújo e faleceu no dia 15 de agosto de 1997. Na pia batismal, o Cônego Emídio Cardoso, com o consentimento de seus pais, impôs-lhe o nome de Polísia, uma virgem que tinha convertido Santo Emídio, que antes fora ateu e perseguidor da Igreja Católica.
5. Armando, nascido em 2 de dezembro de 1908. Com menos de um mês, no dia 17 de janeiro de 1909, foi levado à Pia Batismal da Matriz de Sant'Ana de Caicó. Teria sido batizado com o nome de Armando se não fosse o pedido que o mesmo vigário Emídio Cardoso fez aos seus pais.

O Cônego Emídio sugeriu ao Professor Pedro que a criança se chamasse Walfredo, em homenagem ao Monsenhor Walfredo Soares dos Santos Leal, um filho de Areia (PB), e que era o Presidente do Estado da Paraíba naquele momento.
O que o Professor Pedro não podia imaginar era que o Cônego Emídio Cardoso, com aquela sugestão, estava batizando uma criança que seguiria os passos de seu patrono na vida religiosa e política. O Monsenhor Walfredo Leal participou da Constituinte Estadual da Paraíba, foi Deputado Estadual, Deputado Federal e Senador da República.
Em 31 de março de 1913, os pais mudaram-se para a Rua Marquês do Herval, nº 33, no largo da Matriz de Sant'Ana, onde hoje é a praça Monsenhor Walfredo Gurgel.
Em 31 de março de 1918, a sociedade de Caicó perdeu um de seus grandes mestres, exemplo vivo de perseverânca e trabalho. Vitimado pela "febre", morria o professor Pedro Gurgel do Amaral e Oliveira, sepultado no Cemitério Público "São Vicente de Paulo". Deixou para seus filhos um exemplo: egoísmo, ambição e vaidade não o seduziam; não conheceu o ciúme ou ódio.
Viúva com menos de 35 anos, Quininha ficou com três filhos em sua companhia: Zózimo, o primeiro filho, com 17 anos; Polísia, a terceira filha, com 11 anos; e Walfredo, o caçula, com apenas 09 anos. Sinhazinha, a segunda filha, já era casada com Daniel Diniz.
A família, que não vivia em riqueza, depois da morte do professor Pedro, passou a conviver com dificuldades. Para manter, formar e encaminhar os filhos, Quininha viu-se obrigada a trabalhar ainda mais: costurava, fazia flores, confeccionava chapéus, fabricava doces e, acionando uma máquina de cairel, deixava nos tecidos o bom gosto da artista que era. Àquela época, já era conhecida como parteira em Caicó e região, mas não usou seu trabalho de parteira para amealhar dinheiro, pois outro não era seu desejo senão o de servir.Mulher religiosa que era, católica praticante, participou da fundação do "Apostolado da Oração" da Matriz de Sant'Ana de Caicó.
Com a morte do Prof. Pedro, o seu pai, Coronel Bembém, queria levá-los de volta para a Fazenda Oiticicas, mas Mãe Quininha não aceitou a proposta porque os estudos dos seus filhos seriam prejudicados. Ficou combinado que viriam da Fazenda para serem vendidos: bananas, batatas, jerimuns, açúcar refinado, peixes e outros eventuais produtos. Nesse período, Walfredo é aluno do Grupo Escolar Senador Guerra, quando começam a destacar-se seus dotes de inteligência e desenvoltura para as letras. Nas folgas escolares, aquele menino gorducho e corado fazia a distribuição das bananas e demais produtos para colaborar com a manutenção de sua família.
Walfredo queria ser padre, mas sua mãe não encontrava em condições para enviá-lo ao Seminário e arcar com as despesas. Mãe Quininha, no entanto, não esperava que seu filho Walfredo pedira pessoalmente ao Bispo Diocesano para ser matriculado no Seminário "São Pedro". Dom José Pereira Alves, Bispo de Natal, em 1920, em visita à Pastoral, viera a Caicó e o menino Walfredo lhe expôs o desejo de ser sacerdote. Dom José imediatamente procurou Mãe Quininha e acertou com ela que, no dia 1 de fevereiro de 1921, seria o ingresso de Walfredo no Seminário, em Natal, onde foi considerado o melhor aluno e, daí, foi encaminhado para estudar no "Colégio Pio Americano", em Roma, onde se formou em Filosofia e Teologia.
Walfredo, com 17 anos, chegou a Roma na manhã do dia 15 de maio de 1926. O que ele escreveu no verso de uma fotografia que enviou para sua mãe, a quem pediu a bênção: "Estuda, Gurgel! Vieste para Roma estudar e não contemplar as ruínas desta velha cidade dos Césares. Estuda com coragem para que melhor sirvas à tua religião e à tua Pátria. Não perder tempo, pois o tempo é ouro. Lembra dos sacrifícios da tua Diocese e tua mãe. Estuda! Estuda!". Passava as férias escolares na região de Livorno.
Suas correspondências são repletas de lições, seus escritos revelam o homem de cultura que vem sendo formado naquele ambiente que convivia com a sabedoria e à oração. Quanto às suas inegáveis inspirações, seja por prosa ou poesia, revela-se modesto em relação ao que escreve. Para ele, a cultura da qual é detentor não estava a serviço de seu engradecimento pessoal ou para culto da vaidade, mas tem por finalidade servir.
Em Roma, foi matriculado na "Pontifícia Universidade Gregoriana", onde a língua oficial e as aulas eram ministradas em latim e onde convivia com diversos europeus, como italianos, franceses, ingleses, alemães e espanhóis, conhecendo e falando bem o italiano, o francês e o espanhol.
Naquela época, os clérigos eram "tonsurados". A tonsura consistia num corte redondo dos cabelos no topo da cabeça dos eclesiásticos, mantido regulamente. Walfredo recebeu sua primeira tonsura em Roma, na Capela do Seminário Romano, no dia 21 de dezembro de 1929, das mãos do Cardeal Basílio Pompili, vigário do Santo Padre Pio XI. As ordens de Ostiário e Leitor lhe foram conferidas por um bispo polaco, Mons. Dubwski, em 1930. A ordenação Presbiteral, foi realizada no dia 25 de outubro de 1931, na Capela do Colégio Pio-Latino Americano. Rezou sua primeira missa no altar de Nossa Senhora Aparecida da igreja de São Joaquim, em Roma.
Já doutor em Filosofia e Teologia, despede-se de Roma em 1932, chegando a Recife em 12 de agosto de 1932. No dia 14 de agosto de 1932, o Padre Walfredo Dantas Gurgel chegou a Caicó, recebido com toda a alegria, já que seu desejo era estar de volta a Caicó no dia 16 de agosto, dia do aniversário de Mãe Quininha. Chegou antes! Seu velho avô materno, o Coronel Bembém, embora com boa saúde, já não tinha esperanças de ver seu descendente padre. Seu neto Walfredo, na carta que tinha escrito para sua mão aos 12 de janeiro de 1932: "Diga ao velhinho que só faltam poucos meses e que Deus ainda lhe dará mais vida. Estou com muita fé que poderei abraçar e pedir que me abençoe". De fato aconteceu.